# Office Depot
Office Depot er en amerikansk kæde, der sælger kontorprodukter. Kæden har 1.641 butikker (2011). 